# Darko Jevtić
Darko Jevtić  (* 8. Februar 1993 in Basel) ist ein Schweizer Fussballspieler serbischer Abstammung.

## Karriere

### Verein
Jevtić begann mit dem Fussballspielen beim FC Basel. 2005 wechselte er zu den Junioren des FC Concordia Basel, kehrte aber nach nur acht Monaten im August 2006 wieder zurück. Danach spielte er in der U-16 Mannschaft des FC Basel und wurde Schweizer U-16-Meister im Jahre 2008 und 2009.
Jevtić spielte auch in den U-18- und U-21-Mannschaften. Er startete die Saison 2011/12 in der neu gegründeten NextGen Series. Die FCB U-19-Mannschaft traf in den Gruppenspielen dieses internationalen Turniers auf Tottenham Hotspur, die PSV Eindhoven und Inter Mailand.
Jevtić erhielt im Januar 2012 beim FC Basel seinen ersten Profivertrag. Am Ende der Saison 2012/13 wurde Jevtić mit dem FC Basel Schweizer Meister und stand im Finale des Schweizer Cup, welches sie im Penaltyschiessen verloren. In der UEFA Europa League 2012/13 rückte er mit dem FC Basel bis ins Halbfinale vor und musste dort gegen den amtierenden UEFA-Champions-League-Sieger FC Chelsea antreten. Sie verloren sowohl das Heim- als auch das Auswärtsspiel und schieden mit dem Gesamtergebnis von 2:5 aus. In einer langen Saison mit total 76 Spielen (36 in der Super League, 6 im Cup, 20 in der Champions League und Europa League, sowie 14 Testspiele) hatte der Ersatzspieler Jevtić insgesamt vier Einsätze, davon einen in der Super League, einen im Cup sowie zwei in Testspielen. Er erzielte dabei ein Tor. 2014 wurde Jevtić an Lech Posen ausgeliehen, mit dem er 2015 einen neuen Vertrag unterschrieb. Im Januar 2020 wurde er an Rubin Kasan verkauft. Sein Vertrag läuft im Sommer 2024 aus.

### Nationalmannschaft

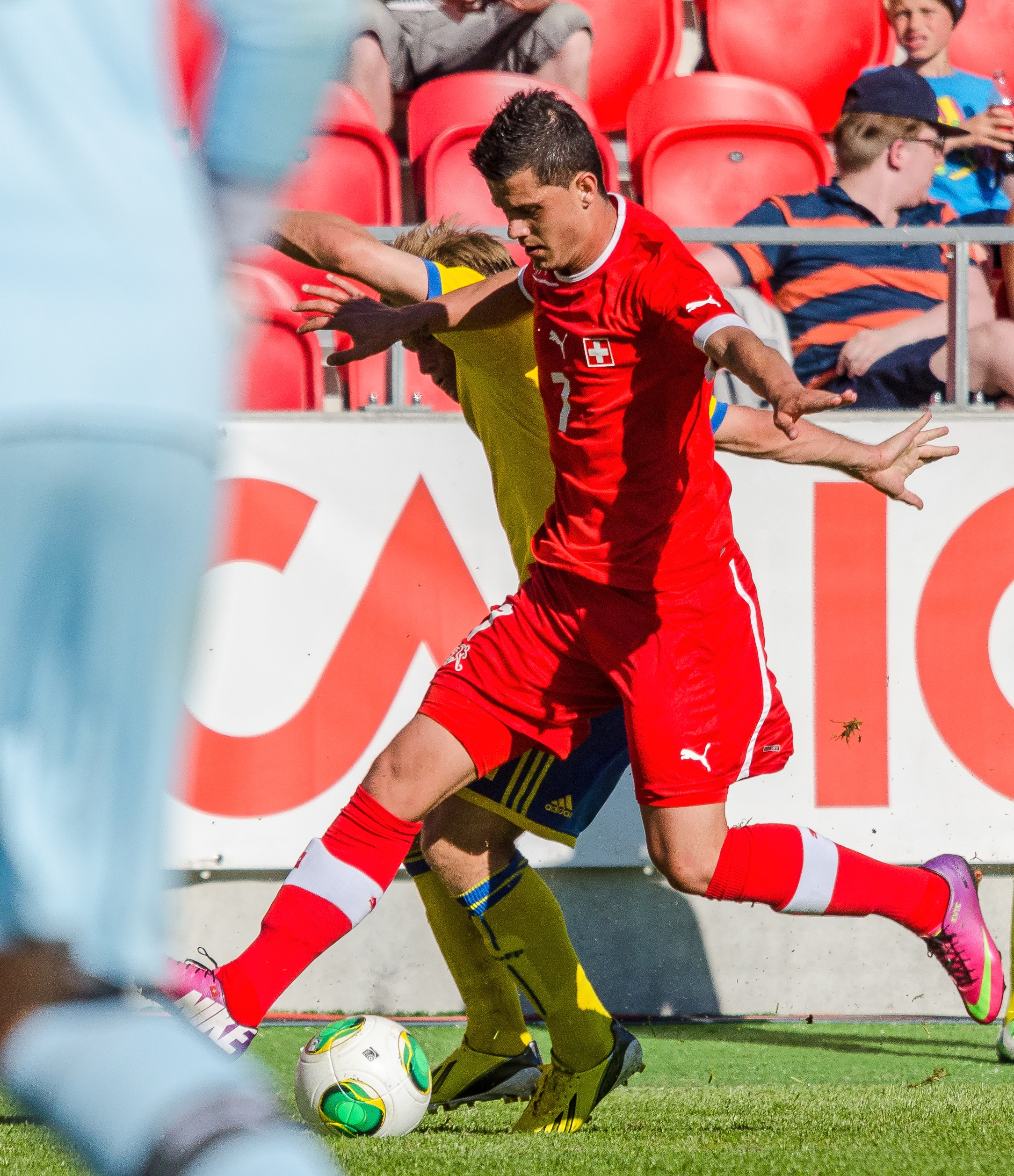
Darko Jevtić, 2013

Jevtić hatte sein erstes Länderspiel in der Schweizer U-16-Nationalmannschaft am 2. September 2008. Das Team gewann 6:2 gegen Bulgariens U-16. Sein erstes Länderspiel in der Schweiz U-17-Nationalmannschaft absolvierte er am 5. September 2009 im 10:0-Heimerfolg gegen San Marinos U-17.

## Privates
Jevtić ist mit der serbischen Popsängerin Tamara Milutinović verheiratet und hat mit ihr eine Tochter.

## Titel und Erfolge
FC Basel
- Schweizermeister U-16: 2007/08[2] und 2008/09[3]
- Schweizer Meister: 2012/13
- Schweizer Cupfinalist: 2012/13
- Uhrencupsieger: 2013